# Mycoplasma mycoides subsp. capri
Mycoplasma mycoides subsp. capri  è una sottospecie di batterio appartenente alla famiglia delle Mycoplasmataceae.